# Straße

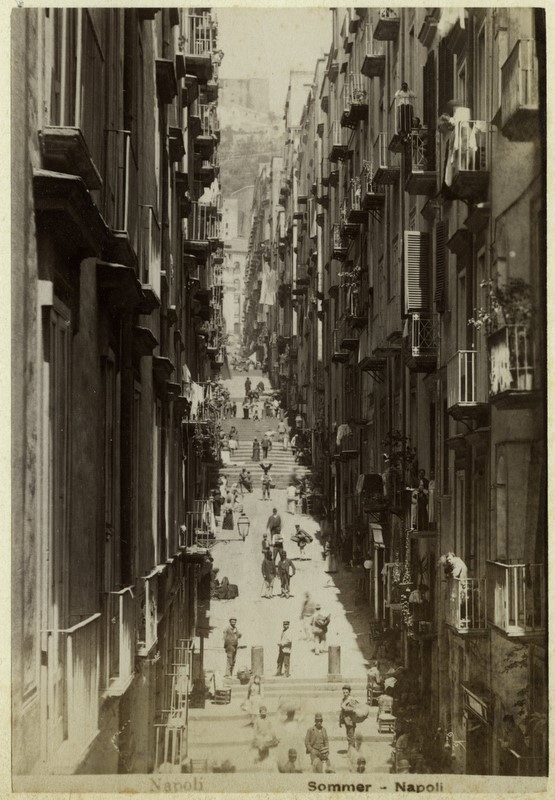
Straße in Neapel, 19. Jahrhundert, Fotografie von Giorgio Sommer

Radial konzentrisch angelegte Straßen in Washington, D.C.

Eine Straße ist im Landverkehr ein Verkehrsbauwerk, das Fußgängern und Fahrzeugen als Transport- und Verkehrsweg überwiegend dem Personentransport, dem Gütertransport und dem Tiertransport zur Ortsveränderung dient.
Der Begriff Straße bezieht sich insbesondere auf planmäßig mit Straßenbelag angelegte Verkehrsbauwerke. Straßen dienen in erster Linie dem allgemeinen und freizügigen Straßenverkehr. Sie bilden als Verkehrsträger einen bedeutsamen Teil der Verkehrsinfrastruktur, ein System von Straßen innerhalb einer Region oder eines Staates heißt Straßennetz. Die Straßen dienen als Verkehrsweg zur Fortbewegung von Fußgängern oder Fahrzeugen, so dass die Straßenverhältnisse den Verkehr mit Fußgängern oder Fahrzeugen auch tragen müssen.
Straßen sind über die verkehrliche Nutzung hinaus weit mehr. Straßen sind Teil des öffentlichen Raums, in dem Menschen leben. Auf Spielstraßen spielen Kinder, bei einem Straßenfest feiert die Nachbarschaft. Im Alltag wird ein großer Teil der Fläche zum Parken von Autos verwendet. Auch Bürgersteige sind Teil der Straße und damit häufig auch der Zugang zu Wohnhäusern. Der Raum unter den Fahrbahnen wird häufig für die Kanalisation genutzt, Wasser-, Strom- und Gasleitungen sowie Kabelinfrastruktur dort verlegt. Es sind Rettungswege für die Rettungsdienste und die Möglichkeit für die Müllabfuhr ihren Dienst zu tun. Straßen können, je nach Bauweise und Beschaffenheit der Oberfläche, zur Regenwasserableitung oder direkt zur Versickerung genutzt werden; auch ein Straßengraben oder Restgrünflächen im Straßenraum gehören zur Straße.
Straßen sind auch im übertragenen Sinn Lebensräume von Obdachlosen, die dann mehr oder weniger wortwörtlich „auf der Straße leben“.

## Etymologie
Das Wort „Straße“ geht zurück auf althochdeutsch „straza“, das seinen Ursprung in lateinisch (via) strata („gepflasterter Weg, der Ortschaften verbindet“) hat. Das Wort „Wasserstraße“ ist möglicherweise eher auf die Meerenge (englisch straits) zurückzuführen.
Je nachdem, auf oder in welcher Materie sich Straßen befinden, unterscheidet man:
| Materie      | Bezeichnung                            |
| ------------ | -------------------------------------- |
| Landfläche   | Straßen                                |
| Wasserfläche | Wasserstraßen: Flüsse, Kanäle, Seewege |
| Luftraum     | Luftstraßen                            |

In diesem Artikel werden ausschließlich die auf Landflächen befindlichen Straßen beschrieben.

## Ausbauzustand

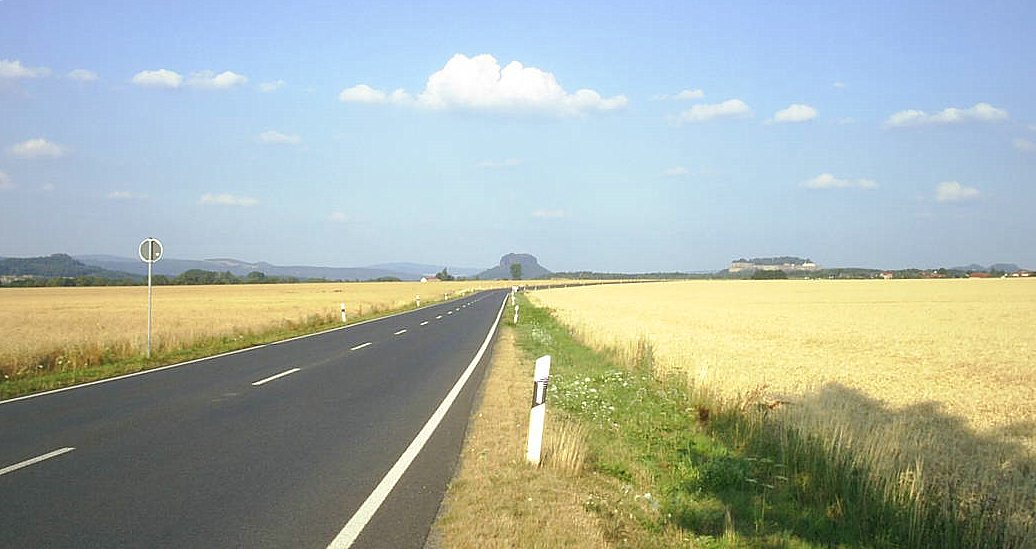
Landstraße

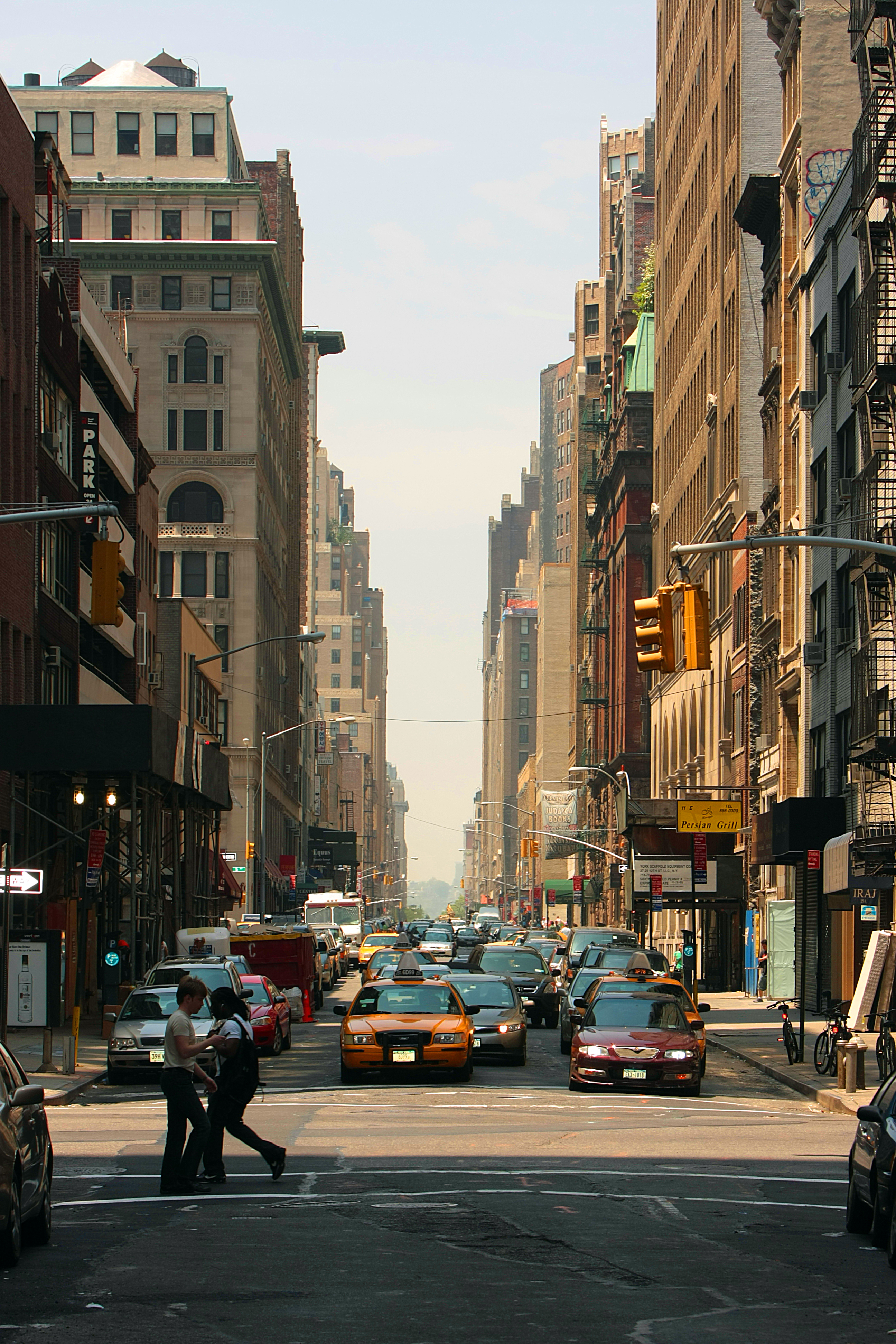
Manhattan: Straße 33rd Street – Blick nach Westen

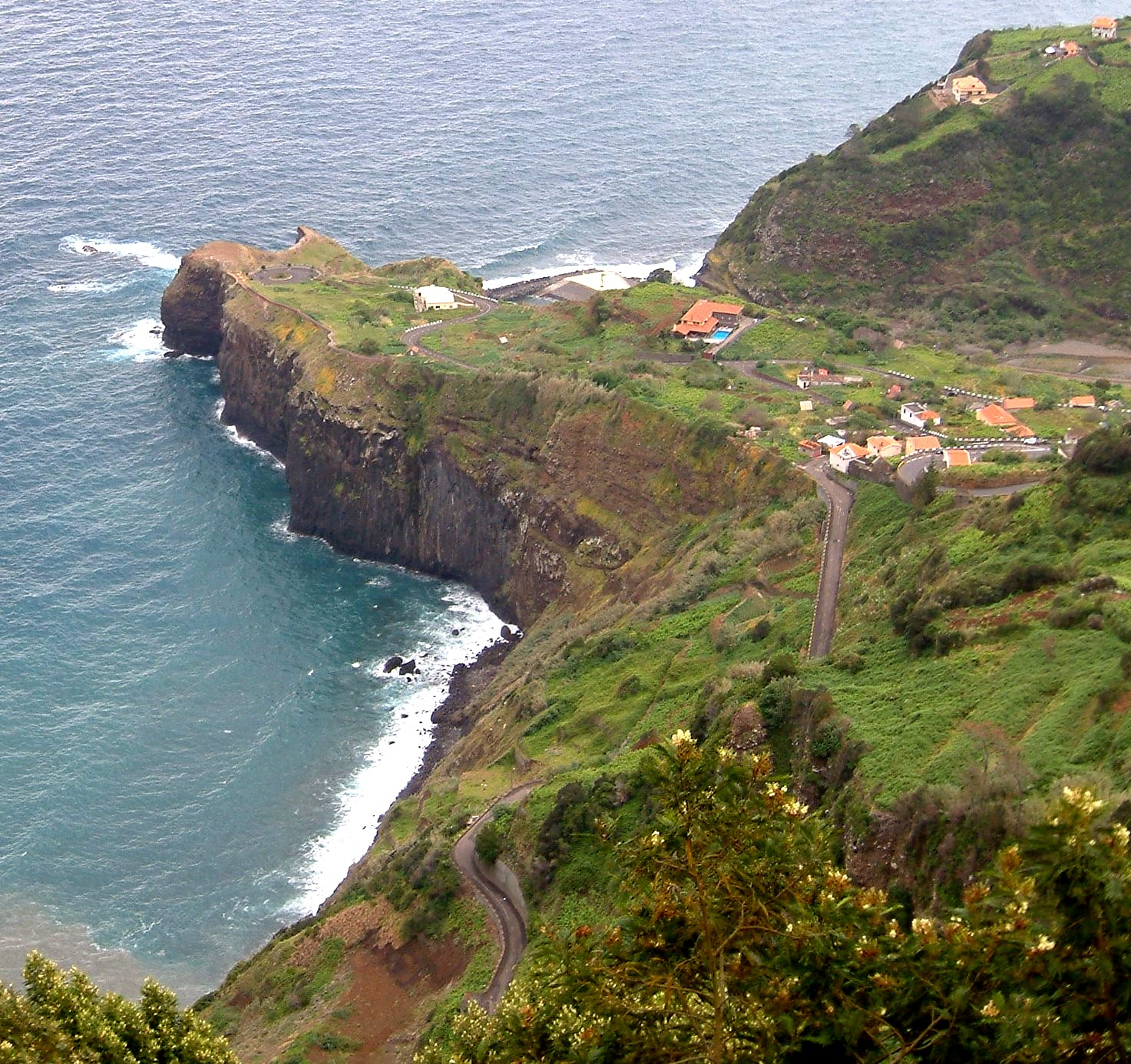
Madeira: Küstenstraße durch den Nordosten

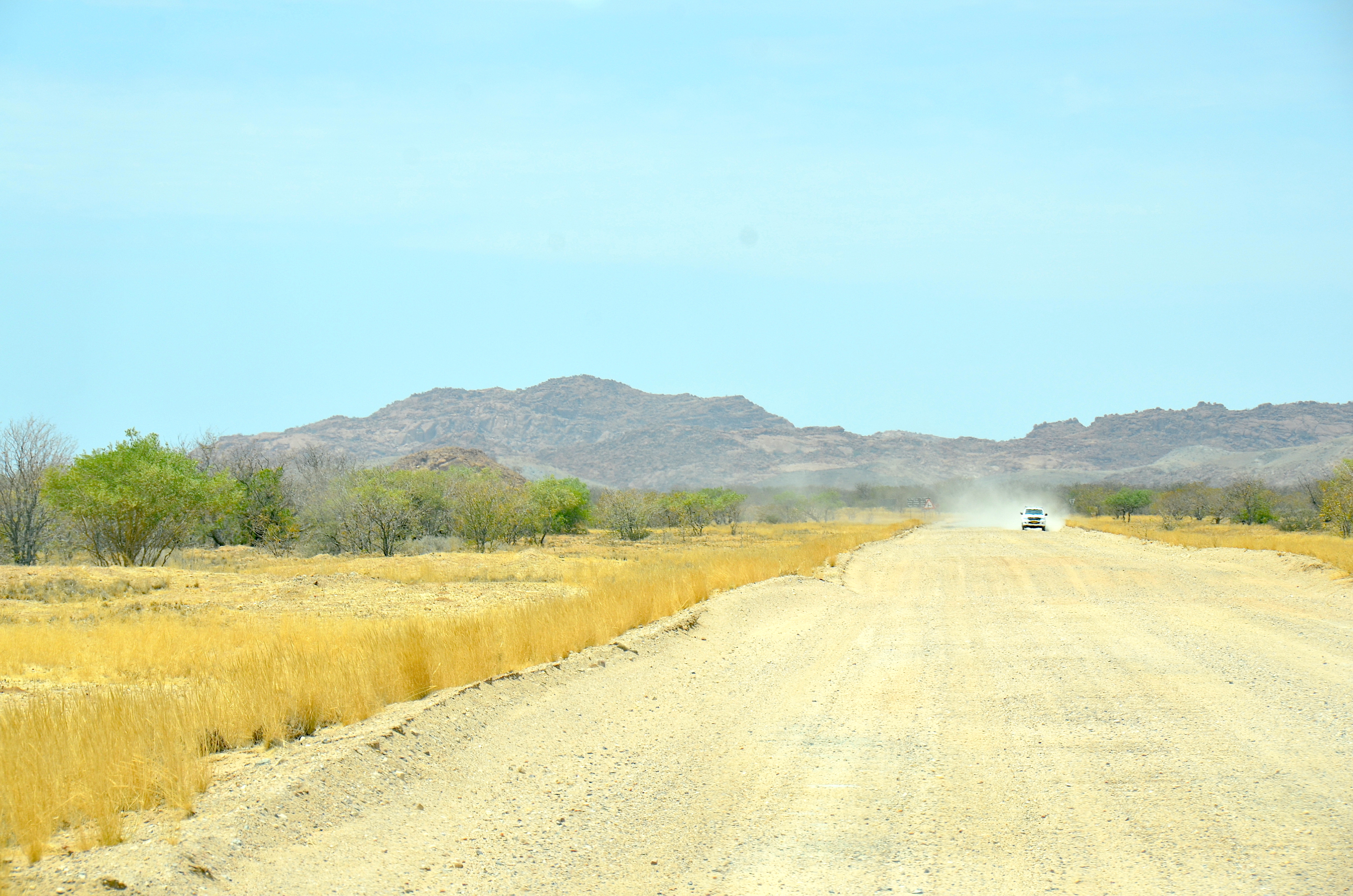
Namibia: Schotterstraße

Je nach Ausbauzustand (mit oder ohne Straßenbelag) wird unterschieden zwischen Naturstraße („Piste“), Weg, Landesstraße oder Autobahn (Highway, Motorway). Naturstraßen sind typisch für die meisten Entwicklungs- und Schwellenländer und bestehen häufig aus dem Bodentyp der die Straße umgebenden Landschaft. Als Bodentypen kommen insbesondere Vertisol (englisch black cotton soil), Schotter, Schwarzerde, Braunerde oder Lateritböden vor. Sie sind nicht ganzjährig befahrbar (nicht regenfest oder winterfest). Wege haben eine gewalzte (oder plattgefahrene) Oberfläche, die aber auch saisonal unterschiedliche Eigenschaften aufweisen kann. Typisch für solche unbefestigten Pisten ist ihr Wellblechprofil (englisch corrugations). Wichtige Überlandstraßen sind weltweit häufig gepflastert oder asphaltiert, wodurch ihre Befahrbarkeit auch bei schwierigen Witterungsbedingungen verbessert wird. Straßen nähern sich überwiegend dem natürlichen Verlauf des Geländes an, sofern die entsprechend der vorgesehenen maximalen Fahrzeuggröße und -geschwindigkeit angemessenen Krümmungsradien der Straße einen oberflächennahen Verlauf zulassen.
Die Straßen das Wasserverkehrs heißen Wasserstraßen (Binnenschifffahrt: Flüsse, Kanäle und Seen; Seeschifffahrt: Seewege), im Luftverkehr gibt es Luftstraßen und Organized Track Systeme.

## Einzelne Kriterien
Unter Straßen werden im Allgemeinen die dem öffentlichen Verkehr gewidmeten Straßen, Wege und Plätze verstanden. Im Besonderen gehören zu einer Straße:
- der Straßenkörper:
  - Untergrund – der natürliche Fels oder Boden, auf dem der Straßenkörper aufgebaut ist;
  - Unterbau – künstlich hergestellter Dammkörper zwischen Untergrund und Oberbau, entfällt in Einschnitten;
  - Oberbau – besteht aus einer oder mehreren Tragschichten und der Fahrbahndecke;
  - Erdbauwerke – Dämme, Gräben, Böschungen, Berme;
  - Bauwerke – Durchlässe, Entwässerungsanlagen, Stützwände, Brücken, Tunnel, Lärmschutzanlagen;
  - Fahrbahndecke – mit Fahrbahnmarkierungen und Beschilderung;
  - befestigte Seitenstreifen und Bankette;
- der Luftraum über dem Straßenkörper;
- das Zubehör:

die amtlichen Verkehrszeichen, die Verkehrseinrichtungen und sonstigen Anlagen, die der Sicherheit, Ordnung und Leichtigkeit des Verkehrs und dem Schutz der Anlieger dienen, Beispiel Leitpfosten, Beleuchtung, Ampelanlagen, Leitplanken, Fahrbahnmarkierungen und die Bepflanzung.
- die Nebenanlagen:

die Straßenmeistereien, Gerätehöfe, Lagerplätze, Ablagerungs- und Entnahmestellen, Hilfsbetriebe und -Einrichtungen.
Rechtlich gesehen bildet der gesamte öffentliche Bereich die Straße. Zum Beispiel ist der Begriff „auf der Straße Rad fahren“ insofern irreführend, da dies auch den Gehweg einschließt. Fußgänger, Radfahrer und Kraftfahrzeuge bewegen sich als Verkehrsteilnehmer alle auf der Straße.
Verkehrlich getrennt werden:
- der Kraftfahrzeugverkehr – er bewegt sich ausschließlich auf der Fahrbahn;
- sonstiger Fahrzeugverkehr – auf Fahrbahn oder im Falle von Fahrrädern auf (benutzungspflichtigen) Radwegen;
- Fußgänger – Auf dem Gehweg (wenn vorhanden), ansonsten auf der Fahrbahn.

### Schreibweise
Auch nach der Rechtschreibreform von 2006 ist in Österreich und in Deutschland allein die Schreibung mit „ß“ korrekt: „Straße“. Vielerorts findet man die sowohl nach den aktuellen als auch den alten Regeln falsche Schreibweise „Strasse“. Dort ist bei Verwendung von Großbuchstaben „STRASSE“ korrekt. In der Schweiz und in Liechtenstein hingegen ist „Strasse“ regelgerecht und wird amtlich so bezeichnet.

### Bestandteile des Straßenquerschnittes
Ein Straßenquerschnitt soll die Verkehrssicherheit garantieren, ohne dabei die Leistungsfähigkeit zu beeinträchtigen, die Ziele von Umweltschutz und Städtebau müssen berücksichtigt werden, und die Wirtschaftlichkeit muss gewährleistet sein.
Je nach der benötigten Funktion setzt sich der Straßenquerschnitt aus den folgenden Elementen zusammen:
- Fahrbahn – unterteilt in Fahrstreifen und Randstreifen,
- Geh- und Radverkehrsanlagen, gemeinsam oder getrennt
- Parkflächen
- Standstreifen
- Trennstreifen – unterteilt in Mittelstreifen und Seitentrennstreifen,
- Bankette
- Borde und Entwässerungsrinnen

### Baumaterialien

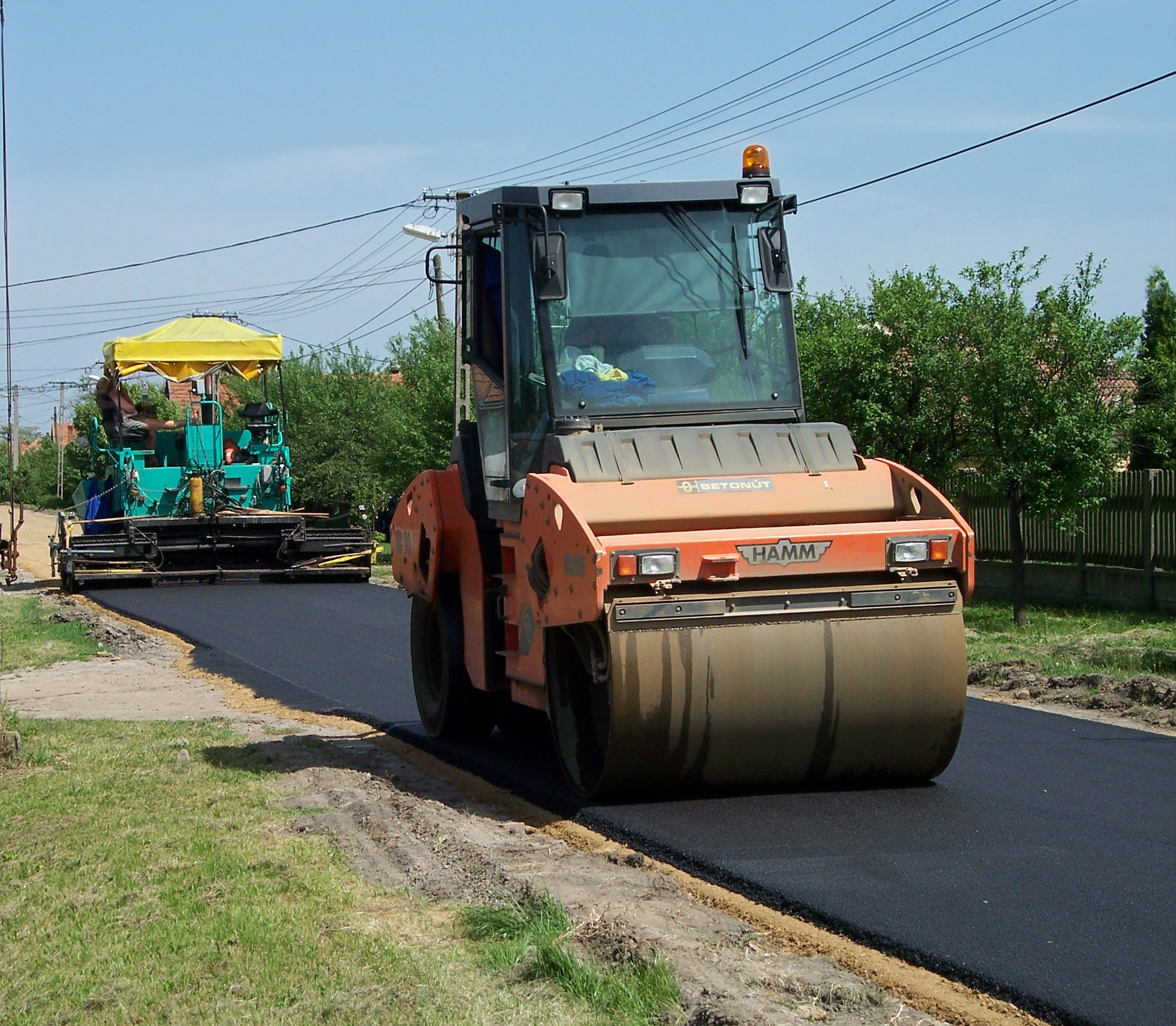
Bau einer Straße mit Asphaltbetondecke mittels Asphaltbetonfertiger (hinten im Bild) und Zweiradglattmantelwalze (vorne im Bild)

Die Fahrbahndecke wird aus Asphaltbeton, Zementbeton, Pflaster oder aus unbefestigtem Material (beispielsweise Schotter) hergestellt.

### Verkehrsarten und Nutzungsansprüche

Querschnitt einer Straße in Dresden um 1900

Es bestehen verschiedene Nutzungsansprüche für die Verkehrsfläche, weshalb auf Straßen verschiedene Bereiche eingerichtet werden. Hierzu gehören:
- Fahrbahn;
- Randstreifen, Trennstreifen, befestigte Seitenstreifen, Bankette;
- Rad- und Gehwege;
- Haltestellen, Parkplätze, Parkbuchten und Rastplätze sowie die Flächen verkehrsberuhigter Bereiche.

Mit der Bezeichnung Wege werden die ausschließlich für den nicht motorisierten Verkehr ausgelegten Straßen bezeichnet. Eine Ausnahme bilden hier die so genannten ländlichen Wege. Diese sind auch für den motorisierten Verkehr der Land- und Forstwirtschaft ausgelegt.
Im Bereich der Straßen und Wege unterscheidet man weiterhin die freie Strecke, die Ortsdurchfahrt, den Knotenpunkt und die Nebenanlagen.

### Verkehrskapazität
Die Verkehrskapazität einer Straße ist maßgeblich von deren Ausbauzustand abhängig (Anzahl und Breite der Fahrstreifen, Linienführung). Ferner spielen auch Ortsdurchfahrten mit zahlreichen Einmündungen und Kreuzungen, Bahnübergänge und die Geländetopografie (Steigung/Gefälle) eine Rolle. Auch der Anteil des LKW-Verkehrs ist wichtig. Je höher dieser ausfällt, umso geringer ist die Zahl der Fahrzeuge, die die Straße insgesamt nutzen können, ohne dass der Verkehrsfluss stockt. In Deutschland definieren zwei Regelwerke die Baustandards für Straßen außerhalb von Ortschaften. Für Autobahnen sind dies die Richtlinien für die Anlage von Autobahnen und für Bundes-, Landes- und Kommunalstraßen die Richtlinien für die Anlage von Landstraßen. Sie definieren die Maximalkapazität einer zweistreifigen Straße mit rund 20.000 Fahrzeugen am Tag, wobei sich schon bei Verkehrsstärken über 10.000 Fahrzeugen am Tag die Verkehrsstockungen – etwa in Kreuzungsbereichen, bei langsamen LKW und fehlenden Überholmöglichkeiten oder an Bahnübergängen – häufen können und ein Ausbau, z. B. im 2+1-System oder durch den Umbau von Kreuzungen zu höhenfreien Ein-/Ausfahrten sinnvoll sein kann. Zwei Fahrstreifen pro Richtung, insgesamt vier Streifen, sind der Standard für Autobahnen und hoch frequentierte Bundesstraßenabschnitte mit Verkehrsdichten zwischen 20.000 und 60.000 Fahrzeugen am Tag. Drei Fahrstreifen pro Richtung (sechs Streifen insgesamt) sollen für Verkehrsstärken zwischen 60.000 und 100.000 Fahrzeugen täglich angewandt werden, was auf höher frequentierte Autobahnabschnitte zutrifft. Verkehrsstärken über 100.000 Fahrzeugen am Tag treten nur auf den wichtigsten Autobahnen in Ballungsgebieten auf und machen die Anlage zusätzlicher Richtungsfahrstreifen erforderlich.

### Straßenkategorien
Straßen werden nach Straßenkategorien unterteilt.
Dazu zählen zum Beispiel Autobahnen, Fernstraßen, Hauptstraßen, Ortsstraßen, Erschließungsstraßen, Spielstraßen, Land- und Forstwirtschaftliche Wege, eigenständig geführte Radwege, Gehwege, Kreisverkehrsplätze, Tunnel oder Parkplätze. In Orten ist die Unterscheidung von Durchgangsstraßen, Stadtstraßen, Siedlungsstraßen, Wohnstraßen wichtig. In Deutschland wird in den Regelwerken der Forschungsgesellschaft für Straßen- und Verkehrswesen innerorts zwischen Hauptverkehrsstraßen, Sammelstraßen und Erschließungsstraßen unterschieden, wobei dies vorrangig die Bedeutung im Kfz-Netz benennt.
Spezielle Kategorien, auch nach Verwendungszweck, sind Anliegerstraßen, Einbahnstraßen, Einkaufsstraßen, Fahrradstraßen, Ferienstraßen, Fußgängerzonen, Panoramastraßen, Passstraßen, Radschnellwege, Rennstrecken, Sackgassen, Zollstraßen (Zollfrei-Straßen) oder temporär geschlossene oder geöffnete Straßen.

## Bezeichnung

### Name

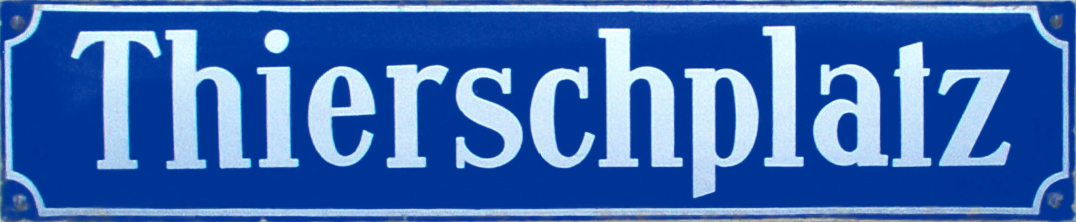
Straßenschild in München.

Innerörtliche Straßen haben in Deutschland meist Namen (eine Ausnahme ist die Mannheimer Innenstadt), die an Kreuzungen oder Einmündungen durch Schilder angezeigt werden. In der Regel kommt in jedem Ort jeder Straßenname nur einmal vor, so dass die Straßen durch Nennung von Ort und Name eindeutig zu identifizieren sind. Durch Eingemeindungen können Straßennamen mehrfach vorkommen. In der Regel wird dann die kleinere der betroffenen Straßen umbenannt. Wurde dies, wie in Cottbus, unterlassen, existieren Straßennamen mehrfach. Eine genaue Identifikation ist dann normalerweise über den Stadtteilnamen oder die Postleitzahl möglich. Bei der Bildung von Groß-Berlin im Jahre 1920 wurden eine große Anzahl von Landgemeinden und Dörfern im Umkreis einbezogen, so gab es mehrere gleichlautende Straßennamen, die sich allerdings durch die (deshalb übliche und notwendige) Angabe der Verwaltungsbezirke oder Ortsteile unterscheiden ließen. Im Jahre 1938 erfolgte mit der Zentralisierung von Verwaltungsaufgaben eine größere Aktion zur Umbenennung, die jedoch nicht alle Doppelungen abdeckte. Zudem existiert eine große Anzahl von Straßen, die nur durch Nummerierung – zumeist nach Bebauungsplan – unterschieden werden, wiederum teilweise auch doppelt vergeben (Beispiel: Straße 101 Nr. 3a). Durch die nachfolgenden Kriegs- und Nachkriegsjahre wurden erst später und bezirksweise wieder doppelt vorhandene Straßennamen umbenannt, verbliebene Beispiele findet sich in den Ortsteillisten der Straßen und Plätze in Berlin. So werden auch noch in den 2000er Jahren bei anderweitiger Veranlassung Straßen umbenannt. Gewidmete nummerierte Straßen werden bei passender Veranlassung umbenannt. Mittlerweile findet bei Neubenennungen (insbesondere nach der Wiedervereinigung) eine Abstimmung zwischen den Berliner Bezirken und innerhalb der Bezirke statt. Als Beispiel kann die Auswahl von 42 neu zu benennenden Straßen in Berlin-Blankenburg genannt werden, wo die anlageneinheitliche Namensgebung nach Vogelarten zu Rücksichten auf Straßennamen in anderen Siedlungen und Ausweichnamen führte.
Außerortsstraßen und Fernstraßen tragen Nummern. In Deutschland werden normalerweise nur die Nummern der Bundesstraßen und Autobahnen dem Kraftfahrer signalisiert. Landesstraßen und Kreisstraßen sind ebenfalls mit Nummern gekennzeichnet. Erkennbar ist diese Nummer am Stationszeichen, das für den Verkehrsteilnehmer jedoch nicht weiter von Bedeutung ist.

### Namenszusätze
Bei Namen für Ortsstraßen ist es notwendig, den Wortbestandsteil Straße zu setzen. Dabei ist allerdings je nach Eigenschaft die Nutzung anderer straßenbeschreibende Begriffe üblich. Für Siedlungsstraßen wird oft der Wortbestandsteil -weg genutzt, da hier vom Belag oder der Straßenbreite von Behörden oder Anliegern die Abgrenzung zur Stadtstraße gewünscht ist. Eine Zuordnung solcher Wortbestandsteile zu den Verkehrsbedingungen ist jedoch nicht üblich, beispielsweise kann ein „X-Pfad“ durchaus eine kraftfahrzeugfähige Straße sein.
Ein Beispiel sind die in den 1960er- und 1970er-Jahren neu angelegten Straßen in Berlin-Gropiusstadt. Hier wurden (mitunter aus historischen Gründen) verkehrsfähige Straßen der Klasse V (sonstige Straßen) des Berliner Straßenverzeichnisses mit Pfad, Zeile, Steig benannt, andererseits sind Allee oder Damm begrünte, aber schmale Straßen.
Die nachfolgende Übersicht zeigt eine Liste der Straßen- und Platzbezeichnungen im deutschsprachigen Raum von häufig vorkommenden nachgestellten Namenszusätze, die ohne oder mit Bindestrich – getrennt sowie zusammengeschrieben werden:
- Allee,
- Avenue (Prachtstraße siehe z. B.: Avenue de Friedland, Unter den Linden),
- Boulevard (Prachtstraße wie Boulevard Saint-Germain),
- Chaussee (z. B.: Elbchaussee),
- Damm (z. B.: Kurfürstendamm),
- Gasse (auch „Gässchen“ ist eine kleine, enge Straße wie die Judengasse (Köln)),
- Hag,
- Kai (meist in Ufernähe liegende Straße wie der Quai d’Orsay),
- Park (z. B.: Am Stadtpark Nr. 1 Hilton in Wien, Central Park),
- Pfad,
- Pier (hafennah gelegene Straße wie Pier 39),
- Platz,
- Promenade,
- Ring (wie etwa die Kölner Ringe),
- Steg (siehe Bootssteg oder Landsteg),
- Steig/Stieg,
- Straße,
- Twete,
- Ufer,
- Wall,
- Weg (siehe auch Wirtschaftsweg, Güterweg),
- Zeile (z. B.: Häuser Zeile [= Reihe] Nr. 5).

Die nachfolgende Übersicht zeigt eine Liste der im deutschsprachigen Raum häufig vorkommenden vorangestellten Namenszusätze bei Straßen- und Platzbezeichnungen:
- Am …
- An der/dem/den …
- Auf der/dem/den …
- Bahnhofs-
- Berg- …
- Feld- … oder Flur- …
- Forst-
- Friedhof(s)- …
- Haupt-…
- Hügel- …
- Im …
- In der/den …
- Keller- … (zum Beispiel Kellergasse)
- Kirchen- …
- Küsten- …
- Land- …
- Rathaus- …
- Tal- …
- Ufer- …

## Geschichte

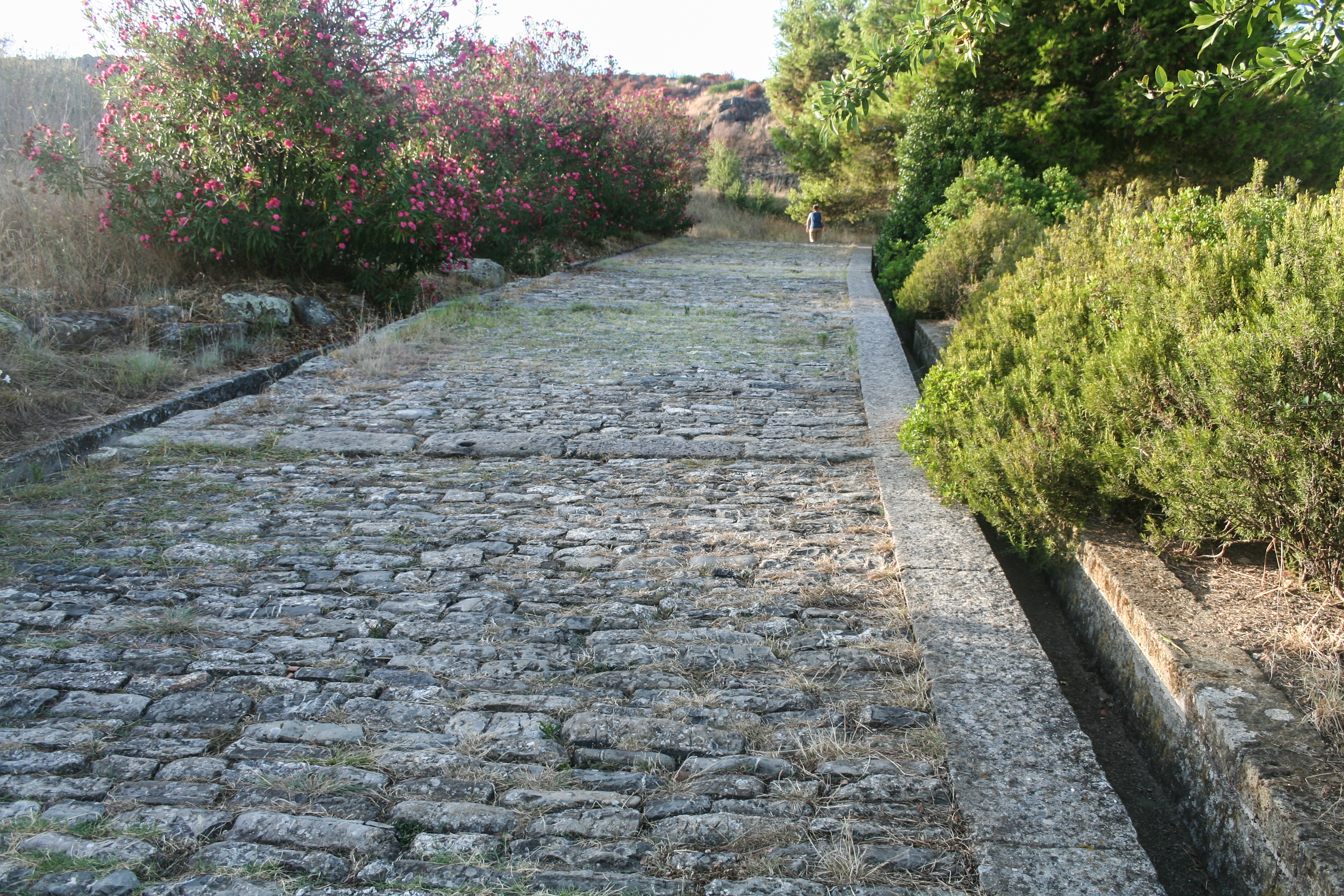
Antike griechische Straße aus dem IV.–III. Jahrhundert v. Chr. (Porta Rosa – Velia – Italien)

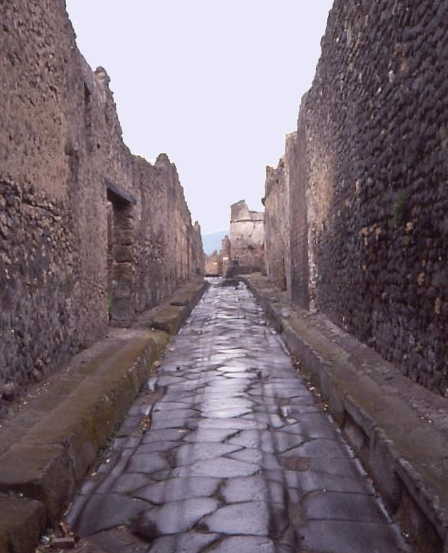
Seitenstraße der römischen Stadt Pompeji (79 n. Chr. untergegangen, Foto von 1991)

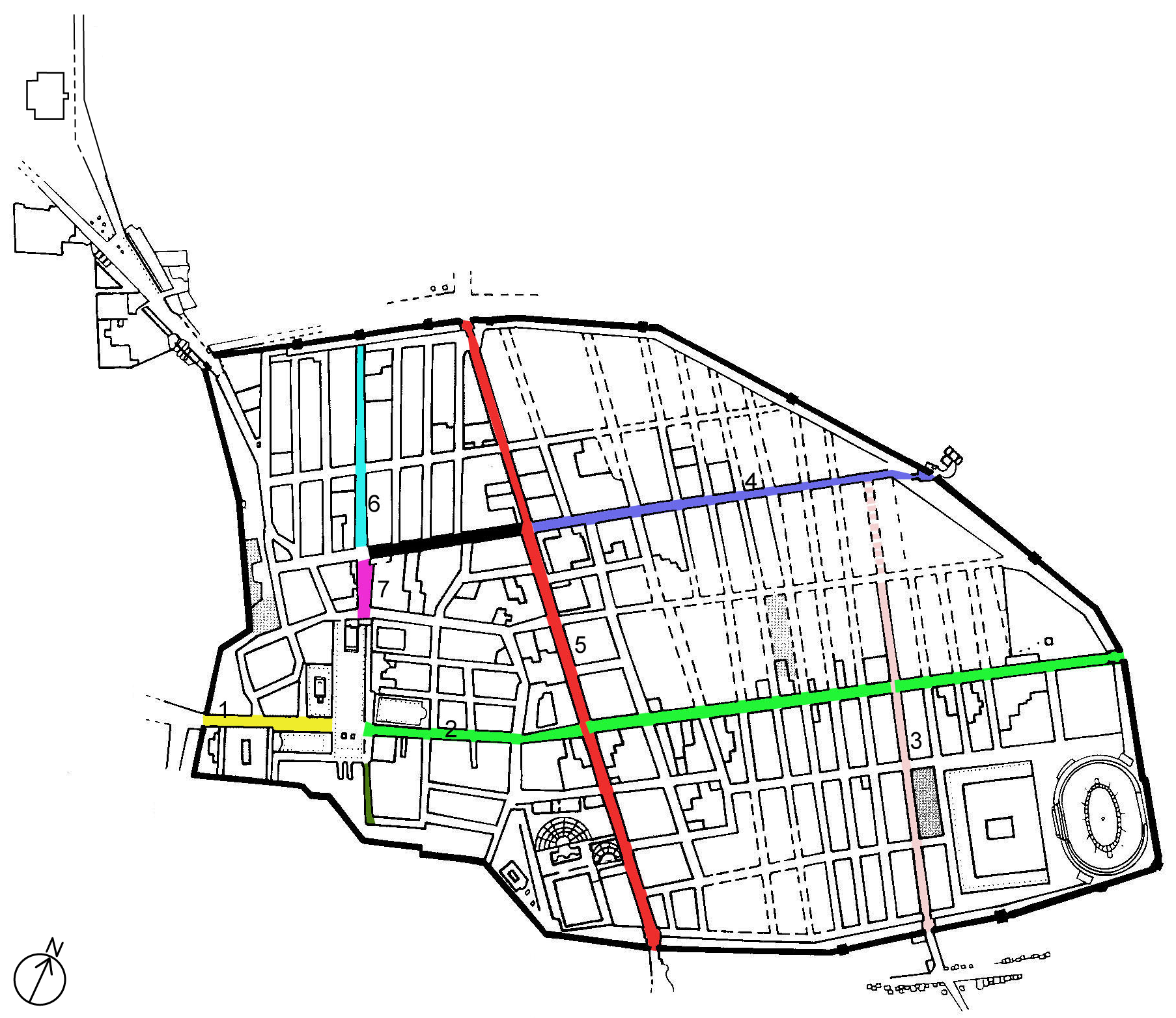
Plan der Hauptstraßen in Pompeji: 1. Via Marina; 2. Via dell'Abbondanza; 3. Via di Porta Nocera; 4. Via di Nola; 5. Via di Stabia; 6. Via di Mercurio; 7. Via del Foro

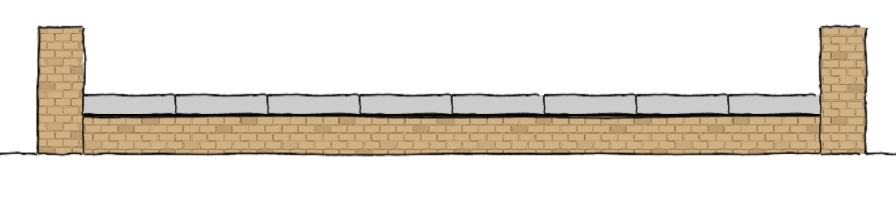
Querschnitt der Prozessionsstraße von Babylon

Es hat im Laufe der Geschichte viele Gründe gegeben, Straßen zu bauen: Sie boten Zugang zu Nahrung und Unterkunft, dienten als Routen für jahreszeitliche Wanderungen, als Prozessionsstraße, für Wallfahrten oder für den Handel.
Die Straßen im heutigen Verständnis entwickelten sich aus Straßen des Altertums, den so genannten Altstraßen. Gesellschaftliche und wirtschaftliche Entwicklungen führten zur Einführung von Fahrzeugen, was das Verkehrsaufkommen noch verstärkte. Im Zuge der gesellschaftlichen Differenzierung brauchte man Straßen auch für den Zugang zu Arbeit, Bildung und Unterhaltung. Jedoch waren militärische und staatspolitische Überlegungen häufigstes Motiv für den Straßenbau. Die ersten Militärfahrzeuge (Streitwagen) wurden um 2500 v. Chr. entwickelt. Von da an waren Straßen ein wichtiges Hilfsmittel bei Angriff und Verteidigung, und viele Herrscher verwendeten beträchtliche Mittel für ihren Bau und Unterhalt (siehe Maut).
Die bisher frühesten Zeugnisse eines geordneten, planvoll als Schachbrett angelegten Straßenbaus finden sich in der Bronzezeit zwischen 2600 und 1800 v. Chr. in der Harappa oder Indus-Kultur. In der ersten indischen Hochkultur, die über weite Handelsbeziehungen bis nach Vorderasien und zum Mittelmeer verfügte, gab es in den Städten wie Harappa oder Mohenjo-Daro bereits gepflasterte Straßen, die über eine Abwasser-Kanalisation verfügten. Als älteste erhaltene befestigte Straße der Welt gilt die Steinbruchstraße am Qarunsee in Ägypten, die auf ca. 2600–2100 vuZ datiert wird.
Im Assyrischen Reich (dem Gebiet um das Zweistromland) wurde eine Königsstraße (harran šarri) gebaut, an der in regelmäßigen Abständen Karawansereien oder Straßenstationen (kalliu) lagen. Eine urartäische Straße von bis zu 5,4 m Breite mit Straßenstationen im Abstand von ca. 30 km wurde zwischen Elazığ und Bingöl nachgewiesen.
Die achämenidische Königsstraße, die von Dareios I. im 5. Jahrhundert v. Chr. angelegt wurde, führte von Susa über Persepolis und Pasargadae nach Sardes. Der König ließ diese Straße zur schnellen Kommunikation innerhalb seines riesigen Reiches bauen. Ein Abschnitt der Königsstraße wurde bei Naqsch-e Rostam ausgegraben, er war ca. 5 m breit und gepflastert.
Die prachtvolle Prozessionsstraße (Aj-ibur-shapu) zum Ischtar-Tor in Babylon wurde unter Nebukadnezar II. bis 562 v. Chr. erschaffen. In ihrer Anlage und Ausführung unterschied sie sich wesentlich gegenüber dem damals üblichen Straßenbau. Die Pflasterung der Straße bestand aus reliefartig-glasierten Steinen, die schon zu dieser Zeit auf einem Bett aus Asphalt verlegt worden sind. Das Ischtar-Tor war Teil der Mauern von Babylon, die bis zu ihrer Zerstörung zu den sieben Weltwundern der Antike gehörten.

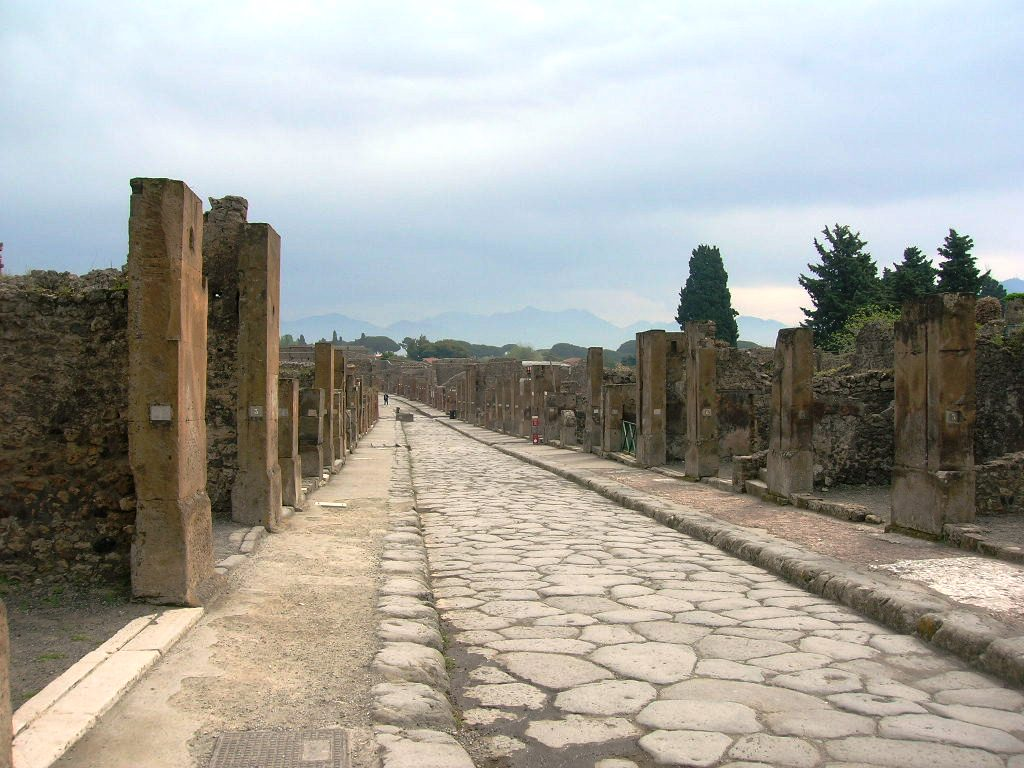
Römerstraße in Pompeji

Ein großes Straßennetz bildeten die Römerstraßen (siehe Liste der Römerstraßen), von denen die Via Appia (312 v. Chr.) die älteste ist. Als Nachbarn der Römer bauten die Etrusker bereits vor diesen bis zu 15 m breite gepflasterte Straßen – mit Fußgängerstreifen – in ihren Städten, wie in dem gut erforschten Marzabotto in den Apenninen. Unter den Straßen befand sich eine Wasserleitung. Das schachbrettartig angelegte Straßennetz der Stadt diente später in der Renaissance als Vorbild italienischer Architekten.
Wie in anderen Hochkulturen zuvor, gab es in den griechischen und römischen Städten Stadtstraßen, um die einzelnen Insulae zu erschließen. Die Römer bauten Straßen vorwiegend für militärische Zwecke, um Truppen möglichst schnell an die Grenzen des Römischen Reiches verlegen zu können (siehe Römerstraße).
Der britische Ingenieur John McAdam hatte sich lange mit dem Straßenbau beschäftigt. Im Jahr 1815 ließ er bei Bristol die erste geschotterte Landstraße bauen. Das Straßenbett lag höher als die umgebenden Felder, damit das Regenwasser abfließen konnte, es hatte einen Unterbau aus grobem Schotter, darüber eine Lage aus kleineren Steinen und war mit Schlacke befestigt. Diese Konstruktion bewährte sich dermaßen gut, dass sie sich schnell in anderen Ländern verbreitete. Von dem Namen McAdam leitete sich das noch lange gebräuchliche Wort „Makadam“ für diese Art Straßenbau ab.
In Mitteleuropa wurden die Altstraßen erst ab etwa 1850 von den Chausseen abgelöst, die dann, als Guglielminetti 1902 eine alte Schotterstraße nahe Monte Carlo mit einem Teerbelag überzog, zu den Straßen wurden, wie man sie kennt. Speziell in jüngerer Zeit wurden „neue“ Straßen erfunden, um sie touristisch besser vermarkten zu können. Es sind die Ferienstraßen, die teilweise Bezüge zu den Altstraßen haben.

## Straßen in Industriestaaten
In Industriestaaten werden Straßen in Straßenkategorien eingeteilt, etwa in Bundesfernstraßen, Landesstraßen oder Staatsstraßen, Kreisstraßen und Gemeindestraßen. Diese deutsche Kategorisierung findet sich auch in anderen Ländern (USA: Interstate Highways, Freeways und Expressways, Principal Arterials, Minor Arterials, Collectors und Local Roads).
Der Zusammenhang zwischen Nutzung und vorhandener Verkehrsinfrastruktur zeigt sich bei Straßen wie folgt:
| Verkehrsträger | Nutzung durch                                                                | Verkehrsinfrastruktur                                                                      |
| -------------- | ---------------------------------------------------------------------------- | ------------------------------------------------------------------------------------------ |
| Straßen        | Fußgänger, Lastkraftwagen, Omnibusse, Personenkraftwagen, Taxen, Werkverkehr | Straßennetz, Straßenbrücken, Straßenkreuzungen, Straßentunnel, Umschlagplätze (Parkplätze) |

Der Straßenbau muss die Landschaft berücksichtigen, so dass Straßentunnel durch Berge oder Straßenbrücken über Flüsse oder Täler geführt werden.

## Verkehrstechnische Rekorde

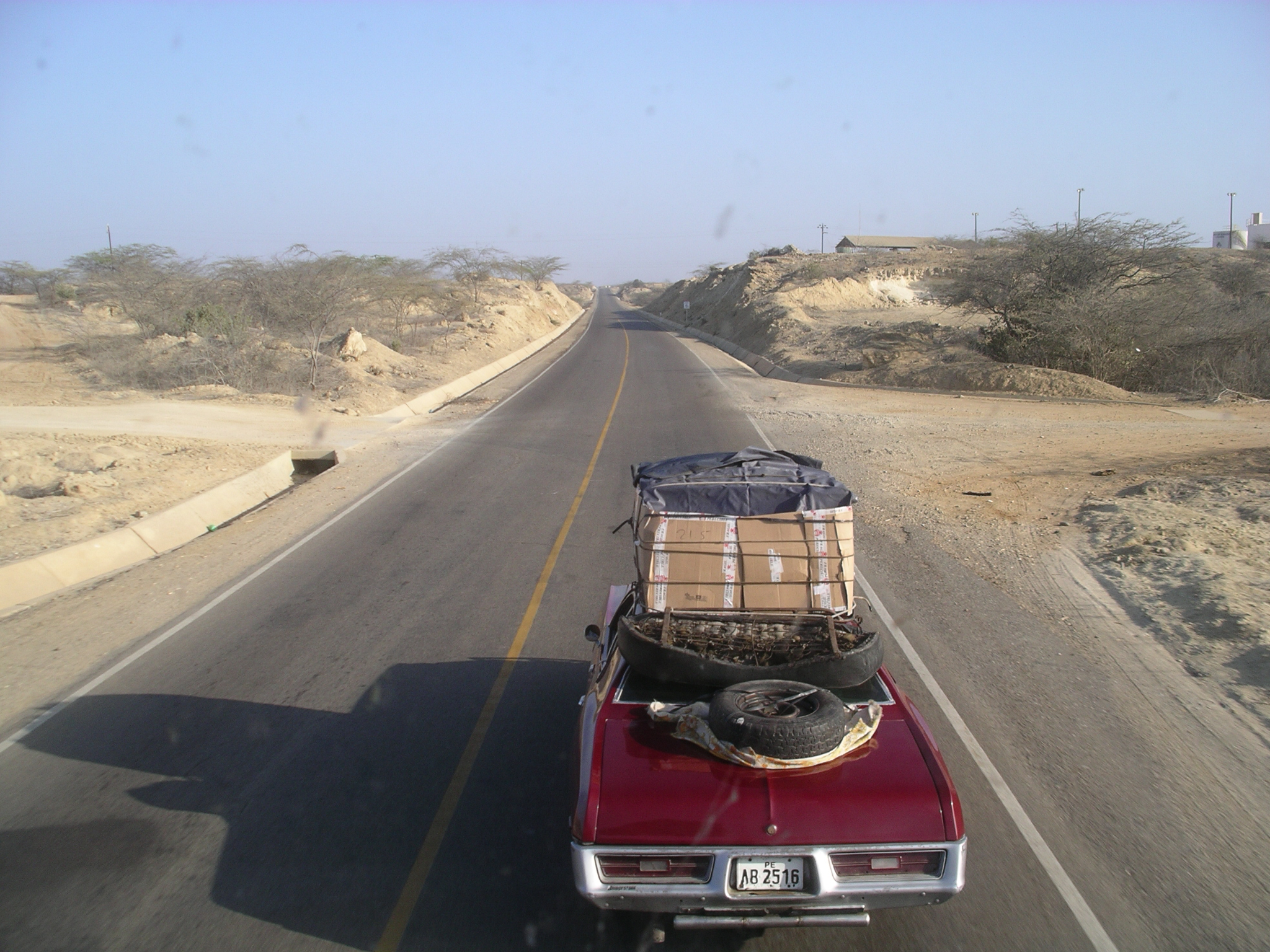
Panamericana zwischen Sullana und Talara (Peru)

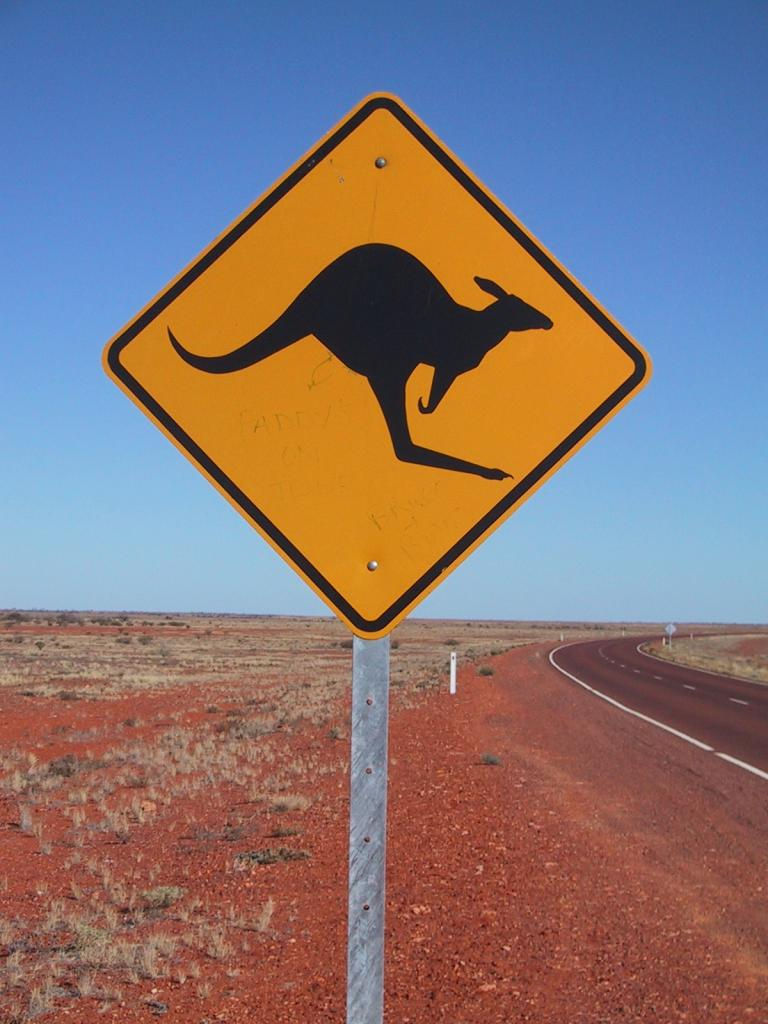
Straßenschild am Stuart Highway

Berühmte nationale oder transkontinentale Fernstraßen sind weltweit:
| Bezeichnung                  | Wegstrecke | Staaten | von – bis                                                            |
| ---------------------------- | ---------- | --- | -------------------------------------------------------------------- |
| Panamericana                 | 27.387 km  | Vereinigte Staaten, Kanada, Mexiko, Guatemala, El Salvador, Honduras, Nicaragua, Costa Rica, Panama, Kolumbien, Ecuador, Peru, Chile | Deadhorse – Ushuaia                                                  |
| National Highway 1           | 16.007 km  | Australien | Brisbane – Darwin – Perth – Adelaide – Melbourne – Sydney – Brisbane |
| Asian Highway 2              | 13.177 km  | Indonesien, Singapur, Malaysia, Thailand, Myanmar, Bangladesch, Indien, Nepal, Pakistan, Iran                                        | Denpasar – Khosravi                                                  |
| Asian Highway 6              | 10.533 km  | Südkorea, Nordkorea, Russland, Volksrepublik China, Kasachstan                                                                       | Busan – Krasnoje                                                     |
| Trans-Canada Highway         | 08.030 km  | Kanada | Victoria (British Columbia) – St. John’s (Neufundland)               |
| E40                          | 08.000 km  | Europäische Union, Ukraine, Russland, Kasachstan, Turkmenistan, Usbekistan, Kirgisistan                                              | Calais – Ridder                                                      |
| Seidenstraße                 | 06.400 km  | Volksrepublik China, Iran, Irak, Syrien                                                                                              | Luoyang – Merw – Antakya                                             |
| Transoceánica                | 06.200 km  | Brasilien, Peru | Rio de Janeiro – Lima                                                |
| U.S. Highway 20              | 05.415 km  | Vereinigte Staaten | Boston – Newport                                                     |
| Interstate 90                | 04.958 km  | Vereinigte Staaten | Boston – Seattle                                                     |
| BR-101                       | 04.772 km  | Brasilien | Touros – São José do Norte                                           |
| BR-116                       | 04.610 km  | Brasilien | Fortaleza – Jaguarão                                                 |
| BR-364                       | 04.325 km  | Brasilien | Limeira – Mâncio Lima                                                |
| Autobahn Lianyungang–Khorgas | 04.280 km  | Volksrepublik China | Lianyungang – Korgas                                                 |
| Transamazônica               | 04.265 km  | Brasilien | Cabedelo – João Pessoa – Lábrea                                      |
| Route 66                     | 03.945 km  | Vereinigte Staaten | Chicago – Santa Monica                                               |
| G109                         | 03.901 km  | Volksrepublik China | Peking – Lhasa                                                       |
| Stuart Highway               | 02.728 km  | Australien | Darwin (Northern Territory) – Port Augusta                           |
| Trans-Sumatra-Highway        | 02.509 km  | Indonesien | Banda Aceh – Bakauheni                                               |
| Alaska Highway               | 02.288 km  | Kanada, Vereinigte Staaten | Dawson Creek – Delta Junction                                        |
| Kolyma-Fernstraße            | 02.032 km  | Russland | Nischni Bestjach – Magadan                                           |
| Karakorum Highway            | 01.284 km  | Volksrepublik China, Pakistan | Kaschgar – Havelian                                                  |

Diese transkontinentalen Straßen gehören zu den längsten Straßen der Welt. Nicht alle besitzen die angegebene Bezeichnung als einheitlichen Straßennamen, sondern lediglich der National Highway 1, Trans-Canada Highway, U.S. Highway 20, Interstate 90, Stuart Highway und Alaska Highway. Nicht in der Tabelle erwähnt ist der Transsibirien-Highway in Russland (9.947 km) zwischen St. Petersburg und Wladiwostok, denn es handelt sich um die nicht-offizielle Bezeichnung mehrerer russischer Fernstraßen (M10, M5, R254, R255, R258, R297 und A370).
Die breiteste Straße ist weltweit mit 250 Metern für sechs Fahrbahnen die Eixo Monumental in Brasília, die schmalsten Straßen sind mit 31 cm die Spreuerhofstraße in Reutlingen und mit 43 cm der Vicolo della Virilitá in Ripatransone, als bekannteste kurvenreichste gilt die zwischen zwei Querstraßen mit acht Kurven auf einer Länge von 145 Metern versehene Lombard Street in San Francisco mit einem Gefälle von 18 %.

## Verkehrsökonomie
Eine leere Straße ist in der Verkehrsökonomie und Volkswirtschaftslehre ein öffentliches Gut, doch wird sie zum Allmendegut, wenn es zur Hauptverkehrszeit zu Verkehrsstaus (externer Effekt) kommt, was sich in der gegenseitigen Verkehrsbehinderung (Rivalität) der betroffenen Verkehrsteilnehmer zeigt. Die Zuordnung einer Straße zu einer Güterkategorie ist jedoch nicht dauerhaft, sondern kann Veränderungen unterworfen sein. Das öffentliche Gut Straße wird beim Verkehrsstau zu einem Klubgut, wenn sie verkehrsarm ist und der Verkehrsteilnehmer eine Maut entrichten muss. Schließlich wird sie bei Verkehrsstau und Mautgebühr sogar zu einem privaten Gut.
Bei starker Nutzung des Straßennetzes durch die Bevölkerung entsteht Rivalität. Rivalität bedeutet, dass jeder Verkehrsteilnehmer, der eine Straße benutzt, den Nutzen für weitere Verkehrsteilnehmer schmälert, weil sich Verkehrsstaus ergeben und zu Verspätungen und Staukosten führen können. Im Extremfall zeigt sich dies in der Übernutzung (Überweidung und Überdüngung von Agrarflächen, Überjagung der Tierwelt Überfischung der Weltmeere, aber auch Verkehrsinfarkt im Straßennetz und Umweltbelastung) der Allmende.

## Trivia
- Straßen tragen zur Landschaftszerschneidung bei und können daher mittelbar zur Gefährdung der Artenvielfalt bis hin zum Artensterben beitragen, wobei die Korrelation zwischen Straßenbreite und Größe oder Verhalten des Tieres zu beachten ist. So trennen Autobahnen für kriechende Insekten oder Wildtiere die Räume, während fliegende Tierarten eher dem Verkehr zum Opfer fallen. Aber auch viele an Land lebende Tiere fallen dem Verkehr zum Opfer, wie Hasen, Kaninchen, Eichhörnchen, Igel, Katzen, Hunde.
- Jährlich sterben weltweit 1,3 Millionen Menschen im Straßenverkehr und Schätzungen zufolge werden 20 bis 50 Millionen verletzt.[21]
- Extremwerte
  - Als erstes – bisher nachgewiesenes – gepflastertes und mit Kanalisation versehenes Straßennetz der Welt gilt das von der Siedlung Harappa der Indus-Kultur im heutigen Pakistan.
  - Eine der steilsten Straßen der Welt ist die Ffordd Pen Llech in Harlech (Wales), sie hat einen Straßenabschnitt mit maximaler Steigung von 37,45 %.[22]
  - Die Yungas-Straße in Bolivien gilt als gefährlichste Straße der Welt.[23]
- Kunstwerke
  - Mit seinem Roman Unterwegs (englischer Originaltitel: On the Road) setzte der US-amerikanische Schriftsteller Jack Kerouac der Straße ein literarisches Denkmal.
  - Namensgebend wurde die Straße für den Film La Strada – Das Lied der Straße des italienischen Regisseurs Federico Fellini.
- Das Deutsche Straßenmuseum in Germersheim ist das einzige Museum in Deutschland, das sich dem Thema Straße widmet.
- Seit 2000 besteht die französische Fédération nationale des routes historiques für historische Straßen.

Hauptsächlich über Straßen handelt das Filmgenre des Roadmovies, als dessen Archetypus der im Juli 1969 in die Kinos gekommene Kultfilm Easy Rider mit Dennis Hopper, Peter Fonda, Jack Nicholson und Musikproduzent Phil Spector (in einer Cameo-Rolle) gilt.